# Frank Hughes
Frank Hughes (n. 14 ianuarie 1881, Neligh⁠(d), Nebraska, SUA – d. 28 iunie 1942, Rochester, Minnesota, SUA) a fost un trăgător de tir ce a reprezentat Statele Unite ale Americii, medaliat olimpic. A participat la o ediție a Jocurilor Olimpice (1924) în care a câștigat o medalie de aur și o medalie de bronz.